# Росс, Рик Алан
Рик Алан Росс (англ. Rick Alan Ross, род. 24 ноября 1952, Кливленд, Огайо, США) — американский исследователь сект, лектор, депрограммер, эксперт, специализирующийся на предоставлении консультаций по выходу из деструктивных культов. Автор блога на CultNews.com.
В 2003 году основал Институт Рика А. Росса, который занимается сбором, обработкой и анализом информации о деятельности групп со спорной репутацией, именуемых деструктивными культами. Архив организации содержит тысячи статей, эссе и судебных документов.

## Биография
Рик был усыновлен в 1953 году Полем и Этель Росс. В 1956 году семья Росс переехала из г. Кливленд в г. Финикс, штат Аризона, где Рик и вырос. в 1971 году окончил среднюю школу. Затем он работал в финансовой компании и в банке. В 1974 году Росс был обвинён в попытке кражи с взломом и был условно осуждён. На следующий год он был условно осуждён сроком на пять лет за причастность к махинациям, совершённых в одном из ювелирных магазинов, расположенном на территории Аризоны. Позже Росс скажет:
В молодости у меня были проблемы, но я изменил свою жизнь… Никогда более не совершал ошибок подобных этой.
 В 1983 году Верховный суд округа Марикопа снял все обвинения, выдвинутые против Росса, и восстановил его в гражданских правах.
Начиная с 1975 года, Росс работал на фирме двоюродного брата, которая занималась утилизацией старых автомобилей. Там он проработал до 1982 года, дослужившись до должности вице-президента компании.
Росс говорит, что впервые заинтересовался деятельностью религиозных групп сомнительного характера в 1982 году. В его поле зрения попала миссионерская группа под названием Jewish Voice Broadcast, основанная Луисом Капланом — священником религиозной организации «Ассамблеи Бога» Группа специализировалась на обращении иудеев в пятидесятничество. Агенты указанной группы проникали в дом престарелых, где в то время жила бабушка Росса. Росс одержал победу, изложив суть дела директору заведения и членам местной еврейской общины. Деятельность миссионерской группы была пресечена. 

После этого он работал во многих еврейских организациях как волонтёр, лектор и исследователь. Он работал в таких организациях как Jewish Federation of Greater Phoenix и Union of American Hebrew Congregations (UAHC). Последняя делегировала Росса для участия в работе двух национальных комитетов, занимавшихся исследованием вопросов культов и межконфессиональных отношений. В 1980 году Росс представлял еврейскую общину в Комитете по делам религий / Religious Advisory Committee при Департаменте пенитенциарного контроля штата Аризона / Arizona Department of Corrections. Позднее его избрали председателем указанного Комитета. Кроме того, он занимал должность председателя Международной коалиции программ (поддержки) евреев-заключённых / International Coalition of Jewish Prisoners Programs, спонсором которой выступало вашингтонское отделение общественной организации Бней-Брит. 

Деятельность Росса включала в себя вопросы правового обеспечения заключённых и поддержку образовательных программ для членов т. н. «групп ненависти». Кроме того Росс работал в таких организациях как Jewish Family and Children’s Service (JFCS) и Jewish Education (BJE) в г. Финикс, штат Аризона. 

## Депрограммирование и консультирование
В 1986 году Росс ушёл из JFCS и BJE и занялся исключительно частными консультациями и депрограммированием. В ходе своей деятельности он, по запросу родителей детей, попавших в группы и движения сомнительной репутации, произвёл ряд актов депрограммирования. По состоянию на 2004 год, Росс осуществил более 350 операций по депрограммированию в ряде стран, включая США, Великобританию, Израиль и Италию. В среднем оплата за его услуги составляла 5 тыс. долл. США. Росс говорит, что в 75 % случаев акты депрограммирования завершались успехом. Автор статьи, посвященной Рику Россу и его депрограммерской деятельности — Ник Джонстон пишет: «…он помог многим людям, попавшим в опасные ситуации.»

### Случай Аарона Пэрона
В 1989 году телеканал CBS посвятил Рику Россу отдельный выпуск программы 48 Hours. В передаче рассказывалось о том, как Росс депрограммировал 14-летнего мальчика — Арона Пэрона (Aaron Paron), члена баптистской организации Церковь «Победа» / Potter’s House. Арон отказывался покидать организацию, утверждая, что его мать «одержима диаволом». Речь в передаче, главным образом, шла о попытках Росса убедить мальчика в том, что указанная организация контролирует жизнь своих адептов и является «деструктивной группой, использующей библейскую доктрину». По завершении последовавшего за этими событиями судебного процесса, было принято решение, что Церковь «Победа» не будет укрывать Аарона, удерживать его от контактов с матерью, и не станет предпринимать никаких действий, которые могут быть расценены как посягательство на родительские права матери мальчика.

### «Ветвь Давидова»
В 1992—1993 гг. Росс выступал против деятельности секты Ветвь Давидова, базировавшейся под руководством Дэвида Кореша в Уэйко, штат Техас. Ещё до указанного периода Росс депрограммировал одного из членов этой организации. Росс был единственным депрограммером, работавшим с сектой Ветвь Давидова в период, предшествовавший осаде «Маунт Кармел», в результате которой погибли многие члены группы. Телевизионный канал CBS привлёк Росса в качестве эксперта в ходе освещения событий осады «Маунт Кармел». Кроме того, во время осады Росс добровольно предоставлял консультации представителям ФБР. Позже в докладе Департамента Юстиции по существу данного вопроса сообщалось следующее: «ФБР не воспользовалось консультациями, предлагаемыми Россом во время осады». Согласно упомянутому докладу, ФБР «вежливо отклонило его добровольные предложения помощи в период осады» и распорядилось с предоставленной им информацией как с любой прочей информацией, полученной из публичных источников. Автор доклада, в котором излагается альтернативная версия событий, произошедших в «Маунт Кармел», — Нэнси Эммерман (Nancy Ammerman (англ.)) — подвергла критике взаимодействие федеральных агентств и Росса, процитировав сообщения ФБР относительно того, что «Росс имеет личную неприязнь ко всем религиозным культам».
Росс расценивает подобного рода заявления как попытки культовых апологетов навязать точку зрения, заключающуюся в том, что секты «за свои действия не должны нести такую же ответственность, как все остальные члены нашего общества».

### Дело Джейсона Скотта
В 1995 году Росс был объявлен банкротом. Причина банкротства — расходы, вызванные судопроизводством по делу Джейсона Скотта — 18-летнего члена религиозной организации пятидесятников United Pentecostal Church International (UPCI), который являлся одним из объектов депрограммерской деятельности Росса. Джейсон Скотт был похищен двумя мужчинами, которые, в заранее арендованном доме, удерживали его в течение пяти дней, заковав в наручники и заклеив рот сантехническим скотчем. Депрограммеры сообщили Скотту, что освободят его по завершении процедуры депрограммирования. В январе 1994 года жюри присяжных признало Росса невиновным в незаконном задержании Скотта. Однако в результате последовавшего за этим иска Скотту была присуждена компенсация в размере 5 млн долл. США от ряда ответчиков, среди которых был и Рик Росс. Росс должен был выплатить истцу сумму в размере 3 млн долл. США. В 1996 году Скотт отказался от услуг своего адвоката-саентолога Кендрика Моксона, а размер штрафных санкций в отношении Росса был сокращён до 5 тыс. долл. и 200 часов услуг «как опытного консультанта и специалиста по депрограммерским операциям».

## Институт Рика А. Росса
Судебные разбирательства вынудили Росса прекратить деятельность, связанную с принудительным депрограммированием лиц, достигших совершеннолетия. Вместо этого он занялся консультированием по добровольному выходу. Американский социолог Стюарт А. Райт отзывается о Россе как о ведущем «бескомпромиссном борце с культами».
В 1996 году Рик Росс открыл веб-сайт под названием Институт Росса: интернет-архив исследований, посвящённых деятельности деструктивных культов и движений (The Ross Institute Internet Archives for the Study of Destructive Cults, Controversial Groups and Movements). Росс выступал с лекциями в университетах Пенсильвании, Чикаго и Аризоны. Также его часто задействовали в качестве эксперта в ходе судебных процессов. Согласно биографии Росса, размещённой на его веб-сайте, он работал консультантом для таких телевизионных сетей как CBS, CBC и Nippon. Кинокомпания Miramax/Disney воспользовалась его профессиональными услугами для консультации одного из актёров, в ходе создания художественного фильма Священный дым.
В 2001 году Росс переехал в Нью-Джерси, где два года спустя основал Институт Рика А. Росса (Rick A. Ross Institute for the Study of Destructive Cults and Controversial Groups and Movements). Этот институт является некоммерческой организацией, которая занимается сбором, обработкой и анализом информации, имеющей отношение к деятельности различных сект.
В состав Консультативного совета Института Рика А. Росса входит Форд Грин — калифорнийский адвокат, специализирующийся на ведении судебных процессов, связанных с деятельностью культов. Также в Консультативный совет входят Фло Конвэй и Джим Сигельман — авторы книг «Ломка: американская эпидемия внезапного изменения личности» и Святой террор: фундаменталистская война с американскими свободами религии, политики и наших жизней (Holy Terror: The Fundamentalist War on America’s Freedoms in Religion, Politics and Our Private Lives).